# Maxwell McCombs
Maxwell McCombs   (Birmingham, 1938 - 8 de setembre de 2024) va ser un periodista i professor estatunidenc.

## Biografia
Es va graduar en 1960 després d'estudiar lletres a la Tulane University. La seua carrera periodística va començar en 1961 al New Orleans Times, on va treballar com a reporter fins al 1963. Tres anys més tard fou nomenat Doctor per la Stanford University. Després d'aconseguir el 1966 el seu doctorat, va decidir dedicar-se a l'educació. Concretament la seua labor docent començà a les universitats de Los Angeles (1965-66) i Carolina del Nord (1967-73), passant amb posterioritat a la de Syracuse (1973-85). Cal destacar que fou director del News Research Center de l'American Newspaper Publishers Association des de 1975 fins al 1984. Un any més tard, es va incorporar al Departament de Periodisme de la Universitat de Texas a Austin, que compaginà amb cursos a la Universitat de Navarra.
Com a president de la World Association for Public Opinion Research i juntament amb Donald Shaw va començar la publicació dels seus primers treballs sobre la funció de l'agenda setting, que va ser desenvolupat en el llibre The Emergence of American Political Issues: The Agenda Setting Function of the Press, de 1977. El concepte agenda setting fa referència a la influència que els continguts dels mitjans exerceixen sobre les preocupacions dels receptors. L'elaboració d'agendes està en la base de la política i és especialment intensa en les etapes electorals, en les quals els polítics, a través dels mitjans, busquen mantenir l'interès entorn dels temes que són objecte del seu programa.